# Kawasaki ZX-12R Ninja
Kawasaki ZX-12R – motocykl firmy Kawasaki zaprezentowany w roku 2000. Jest jednym z najszybszych seryjnie produkowanych motocykli, gdyż wszystkie motocykle po 2001 roku zostały wyposażone w ogranicznik prędkości 299 km/h. A w roku 2000 ZX-12R mógł rozwinąć prędkość ponad 300 km/h. Firma Kawasaki długo szczyciła się posiadaniem najszybszego motocykla – ciężkiego modelu turystycznego ZZ-R 1100. Do roku 1996, kiedy to Honda zaprezentowała szybką turystyczną maszynę CBR 1100XX, która okazała się szybsza niż popularny lecz ciężki ZZ-R. W 1999 roku Suzuki podniósł poprzeczkę z modelem Hayabusa 1300R, który był pierwszym motocyklem jaki osiągnął 300 km/h. W 2000 roku jako odpowiedź dla firm Hondy i Suzuki Kawasaki zaprezentowało zupełnie nową konstrukcję o nazwie ZX-12R – najpotężniejszą Ninję jaka kiedykolwiek powstała. Był to piąty z kolei po ZX-6R, ZX-7R, ZX-9R, ZX-10R motocykl "zielonych", który reprezentował Kawasaki w super-bike i jest jej sztandarowym modelem.